# Elecciones generales de Ghana de 1969
Unas elecciones generales se llevaron a cabo en Ghana el 27 de agosto de 1969. Fueron las primeras elecciones libres y democráticas celebradas en el país después del derrocamiento del presidente Kwame Nkrumah y su régimen unipartidista en 1966. La Junta militar que asumió el poder tras el golpe de Estado resolvió restaurar la democracia parlamentaria previa al régimen presidencial, que Ghana mantenía como Reino de la Mancomunidad, aunque esta vez sería bajo el marco de una república parlamentaria, con un jefe de gobierno electo por el parlamento y un Presidente ceremonial designado por colegio electoral. Con una participación relativamente alta, el Partido del Progreso (o PP) obtuvo mayoría absoluta con 105 de los 140 escaños. Kofi Abrefa Busia fue elegido Primer ministro y Edward Akufo-Addo fue elegido presidente. La Asamblea Nacional no pudo completar su mandato, pues el gobierno de Kofi Abrefa Busia fue depuesto en un nuevo golpe de Estado en enero de 1972.

## Contexto histórico
Las elecciones generales de 1969 fueron el cierre del proceso atravesado por Ghana para regresar al orden constitucional. El país había estado bajo la ley marcial desde el derrocamiento de Nkrumah en 1966. Inicialmente, un proyecto de Constitución había sido preparado en 1968 por una Comisión nombrada por el Consejo de Liberación Nacional que había asumido el poder. Este borrador fue luego examinado por una Asamblea Constituyente convocada en la primavera de 1969, y fue promulgado por ese cuerpo el 23 de agosto del mismo año.
En este período, la actividad partidaria, prohibida desde 1964 tras la instauración del unipartidismo y ratificada por el golpe de Estado, fue autorizada por el Consejo de Liberación Nacional y se formaron nuevos partidos políticos. El Partido de la Convención Popular fue disuelto y proscrito. Además de unos pocos candidatos independientes, cinco partidos se presentaron en las elecciones: la Alianza Nacional de Liberales (NAL), el Partido del Progreso (PP), el Partido de Acción Popular (PAP), el Partido Nacionalista Unido (UNP) y el Partido Republicano de Todas las Personas (APRP). Sin embargo, la campaña se polarizó rápidamente entre la NAL, dirigida por Komla Agbeli Gbedemah, de raza Ewe; y el PP, liderado por Kofi Abrefa Busia, un eminente sociólogo y exprofesor de Oxford que fue un destacado líder de la oposición bajo el régimen anterior y que pertenecía a la poderosa comunidad étnica Akan.
La campaña fue animada y despertó un interés político en el público ghanés nunca antes visto, y que de hecho no volvería a notarse hasta la recuperación de la democracia entre 1992 y 1996. Para el momento de realizarse los comicios, la mayoría de la población era optimista con respecto a las elecciones, aunque sin llegar a registrarse hechos violentos de importancia entre partidarios de Busia o Gbedemah.
A pesar de lo anteriormente dicho, el resultado (la contundente victoria del PP) dejó un panorama político altamente polarizado tanto en lo ideológico como en lo étnico. El Partido del Progreso triunfó en circunscripciones de fuerte mayoría Akan, mientras que solamente dos de sus diputados venían de distritos con mayoría Ewe. En cambio, al Alianza Nacional de Liberales, que fue el segundo partido más votado, triunfó en su mayoría en las circunscripciones más pobladas de esta raza. Incrementando la polarización racial, el PAP y el UNP triunfaron en dos circunscripciones cada uno, de mayoría de las razas Nzima y Ga respectivamente.

## Resultados

### General
| Partido                               | Votos     | %     | Escaños |
| ------------------------------------- | --------- | ----- | ------- |
| Partido del Progreso                  | 877.310   | 58.3  | 105     |
| Alianza Nacional de Liberales         | 463.401   | 30.8  | 29      |
| Partido Nacionalista Unido            | 57.652    | 3.8   | 2       |
| Partido de Acción Popular             | 51.125    | 3.4   | 2       |
| Partido Republicano de Todo el Pueblo | 27.328    | 1.8   | 1       |
| Independientes                        | 27.216    | 1.8   | 1       |
| Votos en blanco/anulados              | 10.661    | -     | -       |
| Total                                 | 1.504.032 | 100   | 140     |
| Votantes registrados/participación    | 2.362.665 | 63.66 |         |
| Fuente: Nohlen et al.                 |           |       |         |

### Distribución de escaños por región
| Partido                                                                     | Ashanti | Brong Ahafo | Central | Oriental | Gran Acra | Norte | Alta Oriental | Volta | Alta Occidental | Total escaños |
| --------------------------------------------------------------------------- | ------- | ----------- | ------- | -------- | --------- | ----- | ------------- | ----- | --------------- | ------------- |
| Partido del Progreso                                                        | 22      | 13          | 15      | 18       | 3         | 9     | 13            | 2     | 10              | 105           |
| Alianza Nacional de Liberales                                               | 0       | 0           | 0       | 4        | 3         | 5     | 3             | 14    | 0               | 29            |
| Partido Nacionalista Unido                                                  | 0       | 0           | 0       | 0        | 2         | 0     | 0             | 0     | 0               | 2             |
| Partido de Acción Popular                                                   | 0       | 0           | 0       | 0        | 0         | 0     | 0             | 0     | 2               | 2             |
| Partido Republicano de Todo el Pueblo                                       | 0       | 0           | 0       | 0        | 0         | 0     | 0             | 0     | 1               | 1             |
| Independientes                                                              | 0       | 0           | 0       | 0        | 1         | 0     | 0             | 0     | 0               | 1             |
| Total nacional                                                              | 22      | 13          | 15      | 22       | 9         | 14    | 16            | 16    | 13              | 140           |
| Fuente: Elections in Africa. A Data Handbook. Oxford University Press. 1999 |         |             |         |          |           |       |               |       |                 |               |